# Xistrella arorai
Xistrella arorai är en insektsart som beskrevs av Shishodia 1991. Xistrella arorai ingår i släktet Xistrella och familjen torngräshoppor. Inga underarter finns listade i Catalogue of Life.